# Poço de maré
Poço de maré é a designação dada aos poços escavados ao longo da orla costeira visando captar as águas subterrâneas na zona de interface entre a massa de água doce e as águas do mar. A designação resulta do nível da água nestes poços, e também a sua salinidade, variarem com a maré, já que na maré cheia o nível da água no poço sobe, descendo com a vazante. Este tipo de poço é muito comum em regiões insulares, especialmente nas vulcânicas, onde a permeabilidade (e a condutividade hidráulica) dos materiais geológicos é elevada e existe um aquífero basal em contacto directo com a água do mar.

## Descrição

Corte esquemático através da zona terminal de um aquífero basal (ou lenticular). Os poços de maré aproveitam a zona de descarga da massa de água doce na proximidade imediata do litoral.

Os poços de maré são escavados junto à linha de costa em zonas onde exista um forte fluxo de água doce proveniente do aquífero lenticular, mais conhecido por aquífero basal, formado devido à diferença de densidade entre as massas de água doce e de água salgada. A profundidade destes poços é tal que atingem ou descem ligeiramente abaixo do nível médio do mar, permitindo captar a lente de água doce imediatamente antes da zona de descarga submarina de água subterrânea que está associada a este tipo de aquífero. Poços demasiado profundos correm maior risco de salinização, enquanto poços de profundidade insuficiente tendem a ficar secos nos períodos de maré baixa.
A lente de água doce captada por estes poços existe em equilíbrio hidrodinâmico com a massa de água salgada, flutuando sobre esta em resultado da menor densidade da água doce e da relativa imiscibilidade que resulta das características do escoamento laminar em meio poroso que ocorre no aquífero. A relação de equilíbrio entre as massas de água doce e salgada e a dinâmica da intrusão salina em aquíferos foi inicialmente descrita pela formulação proposta por Willem Badon Ghijben em 1888 e 1889, posteriormente aperfeiçoada em 1901 por Alexander Herzberg, dando origem à chamada relação de Ghyben–Herzberg (ou lei de Ghyben-Herzberg).
As soluções analíticas derivadas daquela relação descrevem aproximadamente o comportamento da intrusão, mas requerem que seja assumido um conjunto de condições que nem sempre se verificam, o que leva a que os resultados nem sempre modelem correctamente o que é observado.
A relação de Ghyben–Herzberg, representada na figura ao lado, pode ser descrita pela seguinte equação:

{\displaystyle z={\frac {\rho _{f}}{(\rho _{s}-\rho _{f})}}h}

onde a espessura da massa de água doce acima do nível do mar é representada por {\displaystyle h} e a espessura da mesma massa de água abaixo do nível do mar por {\displaystyle z}. As duas espessuras, {\displaystyle h} e {\displaystyle z}, estão relacionadas entre si pela rácio entre {\displaystyle \rho _{f}} e {\displaystyle \rho _{s}}, onde {\displaystyle \rho _{f}} é a densidade da água doce e {\displaystyle \rho _{s}} é a densidade da água salgada. Como a água doce tem uma densidade de aproximadamente 1000 gramas por centímetro cúbico (g/cm3) a 20 °C, enquanto a água salgada tem uma densidade de cerca de 1025 g/cm3 à mesma temperatura, a equação pode ser simplificada para:
{\displaystyle z\ =40h}.
Nas condições de densidade atrás descritas, admitindo que o material que forma o aquífero é homogéneo e isotrópico na sua condutividade hidráulica, a relação de Ghyben–Herzberg determina que para cada 1 m de elevação da água doce acima do nível do mar existem 40 m de água doce para baixo daquele nível. Esta relação é apenas aproximada, fornecendo um valor indicativo que pode ser refinado recorrendo às modernas técnicas de computação com recurso a métodos numéricos, geralmente diferenças finitas ou elementos finitos, que requerem menor grau de simplificação e podem ser mais facilmente generalizados na sua aplicação.